# Sadocus exceptionalis
Sadocus exceptionalis is een hooiwagen uit de familie Gonyleptidae.